# Мануїл Козачинський
Мануї́л Козачи́нський (чернече ім'я — Михаїл, нар. 1699, Ямпіль — пом. 15(4) серпня 1755 р., Білорусь) — український педагог, письменник, драматург. Один з фундаторів середньої й вищої школи в Сербії. Писав українською, польською, латинською та славеноруською мовами.

## Біографія
Народився у подільському містечку Ямполі на Дністрі.
1733 року закінчив Києво-Могилянську академію.
Влітку 1733 року за поданням митрополита Київського та Галицького Рафаїла Заборовського надісланий до Сербії для створення шкіл. У подальші роки — викладач новозаснованої Карлівецької словенсько-латинської школи поблизу Белграда. Викладав риторику, поетику й латинську мову.
У 1735—1736 рр. — префект Карлівецької словенсько-латинської школи.
Автор п'єси «Трагедія сиреч печальная повість о смерті послєднєго царя сербського Уроша П'ятого і о падінні Сербського царства», яка поклала початок драматургії у Сербії. П'єса написана силабічним віршем словеноруською мовою з великою кількістю староукраїнських слів. Видана в Будапешті у 1798 р. Вона відтворює розквіт і падіння Сербської держави у XIV ст. та життя сербів під Австрією у XVIII ст.
Влітку 1738 р. Козачинський повертається до Києва і оселяється у Видубицькому монастирі.
З 1739 р. викладав філософію в Києво-Могилянській академії. У 1742 р. префект Академії.
До того часу належать прозові і драматичні твори Козачинського київського періоду.
Влітку 1746 р. Козачинський залишив педагогічну роботу і повернувся до Видубицького монастиря. Восени того ж року його призначили ігуменом Гадяцького Червоногірського монастиря, а у вересні 1748 р. — архимандритом православного Слуцького монастиря у Речі Посполитій (Білорусь). Там він прожив до смерті, яка настала 15(4) серпня 1755 р.

## Праці
- Благоутробие Марка Авреліа Антоніна Кесаря Римскаго. Діалог с прологом и епілогом ..., Київ, друкарня лаври, 1744 рік;
- Кант в тріумфальних кієвопечерских воротах, Київ, друкарня лаври, 1744 рік;
- На тріумфальних кієвопечерских воротах, до ангела держащаго хартію, Київ, друкарня лаври, 1744 рік;
- Благоутробие Марка Авреліа Антоніна Кесаря Римскаго. Діалог с прологом и епілогом, Львів, друкарня братства, 1745 рік;
- Філософія Аристотелева по умствованію періпатетиков изданная, Львів, друкарня братства, 1745 рік.